# Кохи Навруз

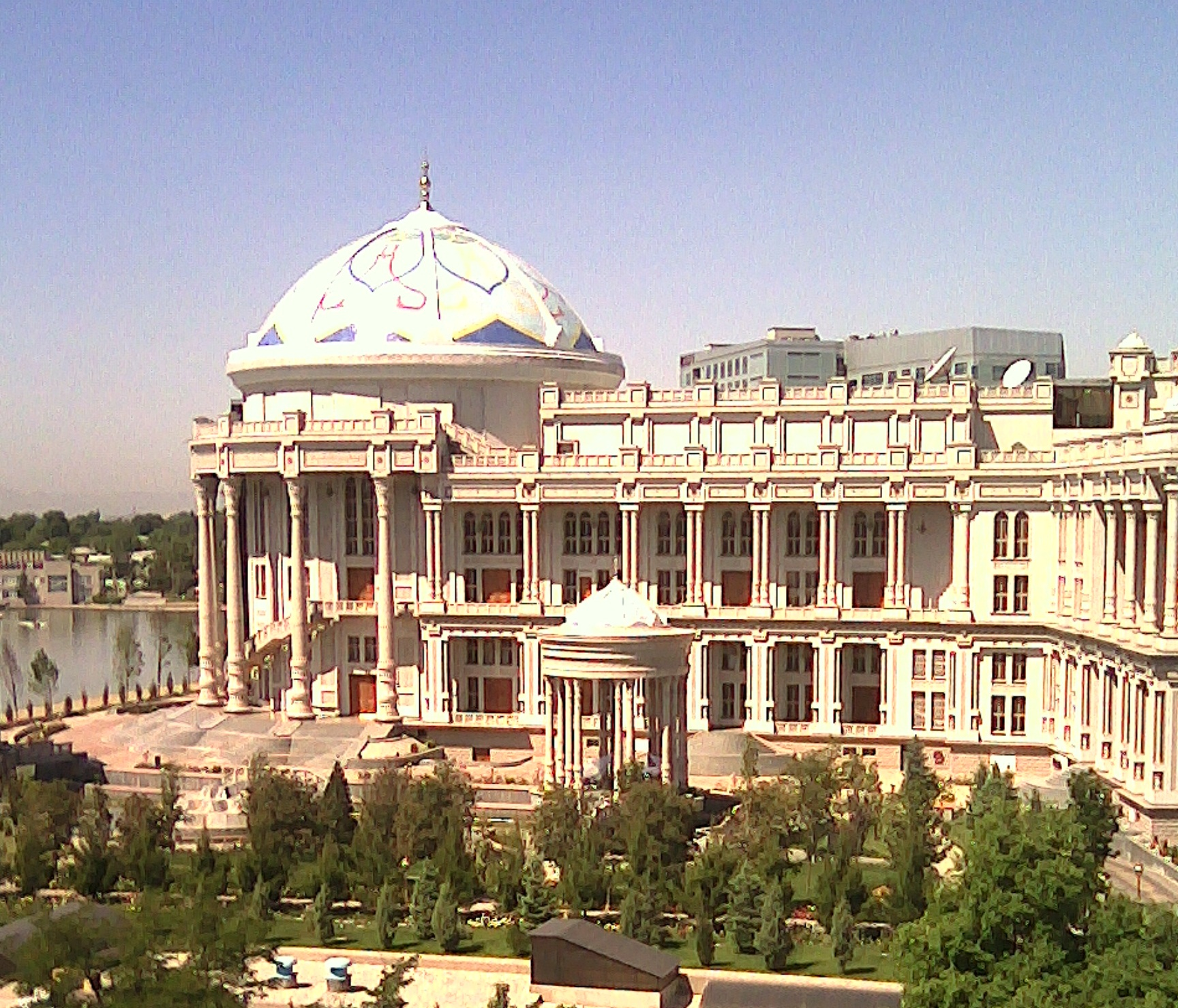
Комплекс Кохи Навруз

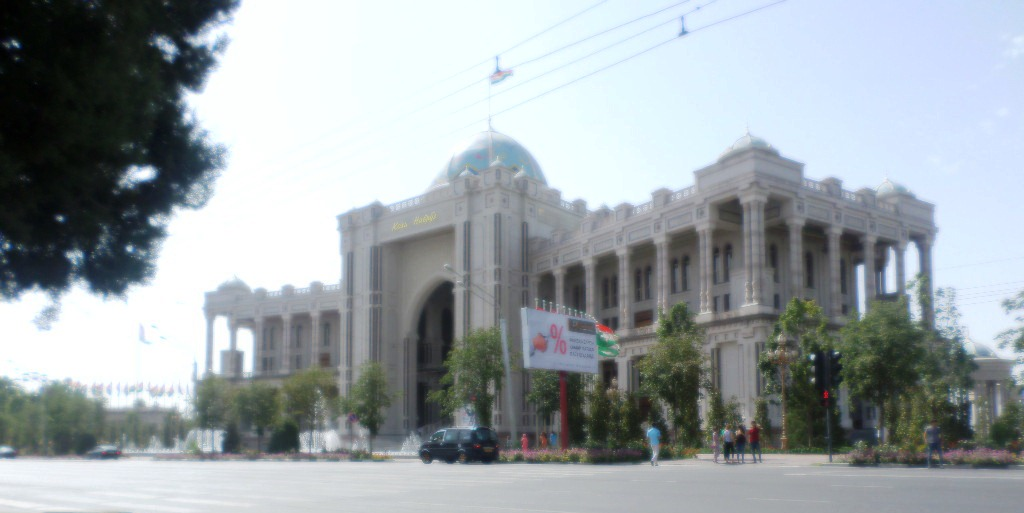
Комплекс Кохи Навруз (вид слева)

«Кохи Навруз» (букв. Дворец Навруза) — один из крупнейших дворцов (по другим данным чайхана) мира и одна из туристических достопримечательностей Таджикистана, построенная в 2014 году в городе Душанбе.

## Строительство
Расположен в центре столицы на проспекте И. Сомони 14 (бывш. Путовского), напротив Душанбинского зоопарка и Центрального республиканского стадиона (бывш. им. Фрунзе), рядом парком Кули Джавонон. Первой идеей архитекторов было построить современную чайхану в национальном стиле на месте снесённой. Главным архитектором является Самиджон Азизиён. Высота дворца составляет 50 метров.
Дворец «Кохи Навруз» состоит из 5 этажей и занимает площадь около 40 000 квадратных метров, является произведением таджикских мастеров, построен по национальному архитектурному методу и не имеет аналогов в мире. Также малые и большие залы, летние террасы, красочные фонтаны и музыкальное сопровождение придают этому комплексу неповторимое великолепие. 12 залов этого комплекса украшены изделиями народных промыслов таджикского народа, такими как лепнина, мозаика и цветное стекло, резьба по дереву, камню и зеркалирование.

## Залы

### Зал «Дидор»
Вход в зал украшен узорами «кундаль». Это банкетный зал, стены которого оштукатурены на зеркальной поверхности, а в нем отражаются национальные мотивы. Его крыша расписана красками. Деревянная лестница украшена резьбой с обеих сторон. Площадь зала 1100 квадратных метров.

### Зал «Аржанг»
Этот зал выполнен из 29 видов полудрагоценных камней Таджикистана (поэтому его еще называют каменным залом). На стене имеется мозаика по мотивам картин Камолиддина Бехзода. Площадь зала 1000 квадратных метров.

### Зал «Гулистон»
Это выставочный зал таджикской резьбы. В этом зале под руководством мастера Бурхана (из Исфары) выполнено более 6000 квадратных метров резьбы по дереву. Он имеет 16 колонн. Большая люстра весом 3 тонны изготовлена из хрусталя. Площадь зала 1650 квадратных метров.

### Зал «Зарандуд»
Это самый высокий зал здания, высотой 38 м. Большая люстра весит 6 тонн и 700 кг и имеет 1600 огней. На каждой части стены можно увидеть символ золотой короны с семью звездами. На колоннах (их 16) и на них узоры украшены чистым золотом (поэтому его еще называют золотым залом). Стены зала декорированы гипсом и стеклом. Все работы выполнены под руководством мастера Анваршо Ризвонова (из Рашта).

## Одно из 8 чудес ШОС
В 2019 году «Кохи Навруз» в Душанбе был признан одним из восьми современных чудес Шанхайской организации сотрудничества.